# Živkovac
Živkovac (Servisch cyrillisch Живковац) is een plaats in de Servische gemeente Grocka. De plaats telt 380 inwoners (2002).